# Іванна Ісраїлова
Іванна Ісраїлова (нар. 4 лютого 1986) — колишня російська тенісистка.
Найвищу одиночну позицію світового рейтингу — 417 місце досягла 7 червня 2004, парну — 313 місце — 9 лютого 2004 року.
Здобула 2 парні титули туру ITF.
Завершила кар'єру 2012 року.

## Фінали ITF
| турніри $50,000 |
| турніри $25,000 |
| турніри $10,000 |

### Одиночний розряд (0–3)
| Результат | Дата           | Категорія | Місце                               | Покриття   | Суперниця      | Рахунок   |
| --------- | -------------- | --------- | ----------------------------------- | ---------- | -------------- | --------- |
| Поразка   | 8 червня 2003  | 10,000    | Сеул, Південна Корея                | Тверде     | Чжуан Цзяжун   | 2–6, 2–6  |
| Поразка   | 24 січня 2005  | 10,000    | Кінгстон-апон-Галл, Велика Британія | Тверде (i) | Кеті О'Браєн   | 4–6, 4–6  |
| Поразка   | 26 червня 2006 | 10,000    | Амаранте, Португалія                | Тверде     | Наталія Орлова | 4–6, ret. |

### Парний розряд (2-2)
| Результат | Дата           | Категорія | Місце                     | Покриття | Партнерка               | Суперниці                                | Рахунок       |
| --------- | -------------- | --------- | ------------------------- | -------- | ----------------------- | ---------------------------------------- | ------------- |
| Перемога  | 9 лютого 2003  | 10,000    | Ченнаї, Індія             | Тверде   | Акгуль Аманмурадова     | Рушмі Чакравартхі Сай Джаялакшмі Джаярам | 6–4, 6–1      |
| Поразка   | 10 серпня 2003 | 10,000    | Віго, Іспанія             | Тверде   | Раїса Гуревич           | Марта Фрага Марія Пілар Санчес Алаєто    | w/o           |
| Поразка   | 31 липня 2005  | 10,000    | Горб-ам-Неккар, Німеччина | Ґрунт    | Олена Чалова            | Луціє Кріґсманнова Зузана Залабська      | 4–6, 3–6      |
| Перемога  | 2 серпня 2005  | 10,000    | Бад-Заульгау, Німеччина   | Ґрунт    | Чалова Олена Валеріївна | Сандра Мартинович Дарія Юрак             | 6–4, 4–6, 6–4 |

## Участь у Кубку Федерації

### Одиночний розряд
| Розіграш                                  | Дата           | Місце           | Супротивник       | Покриття | Суперниця            | W/L | Рахунок          |
| ----------------------------------------- | -------------- | --------------- | ----------------- | -------- | -------------------- | --- | ---------------- |
| Кубок Федерації 2002 Asia/Oceania Zone I  | 4 березня 2002 | Ґуанчжоу, КНР   | Гонконг           | Тверде   | Тонґ Ка-по           | L   | 1–6, 3–6         |
| Кубок Федерації 2002 Asia/Oceania Zone I  | 5 березня 2002 | Ґуанчжоу, КНР   | Філіппіни]        | Тверде   | Чаріна Аревало       | W   | 7–5, 6–2         |
| Кубок Федерації 2002 Asia/Oceania Zone I  | 6 березня 2002 | Ґуанчжоу, КНР   | Японія            | Тверде   | Обата Саорі          | L   | 1–6, 1–6         |
| Кубок Федерації 2002 Asia/Oceania Zone I  | 7 березня 2002 | Ґуанчжоу, КНР   | Китай             | Тверде   | Лі На                | L   | 1–6, 4–6         |
| Кубок Федерації 2002 Asia/Oceania Zone I  | 8 березня 2002 | Ґуанчжоу, КНР   | Таїланд           | Тверде   | Напапорн Тонгсалі    | L   | 1–6, 7–6(1), 4–6 |
| Кубок Федерації 2003 Asia/Oceania Zone I  | 21 квітня 2003 | Токіо, Японія   | Таїланд           | Тверде   | Сучанун Віратпрасерт | W   | 6–2, 6–7(6), 6–2 |
| Кубок Федерації 2003 Asia/Oceania Zone I  | 23 квітня 2003 | Токіо, Японія   | Малайзія          | Тверде   | Liaw Chen-Yee        | W   | 6–0, 6–4         |
| Кубок Федерації 2003 Asia/Oceania Zone I  | 24 квітня 2003 | Токіо, Японія   | Індонезія         | Тверде   | Вінне Пракуся        | L   | 6–4, 1–6, 3–6    |
| Кубок Федерації 2003 Asia/Oceania Zone I  | 25 квітня 2003 | Токіо, Японія   | Казахстан         | Тверде   | Marina Spakova       | W   | 6–3, 6–7(5), 6–3 |
| Кубок Федерації 2004 Asia/Oceania Zone I  | 19 квітня 2004 | Нью-Делі, Індія | Індонезія         | Тверде   | Санді Гумуля         | W   | 6–3, 4–6, 6–1    |
| Кубок Федерації 2004 Asia/Oceania Zone I  | 20 квітня 2004 | Нью-Делі, Індія | Китайський Тайбей | Тверде   | Хванг І-Хсюань       | W   | 4–6, 6–3, 7–5    |
| Кубок Федерації 2004 Asia/Oceania Zone I  | 21 квітня 2004 | Нью-Делі, Індія | Південна Корея    | Тверде   | Чон Мі Ра            | W   | 6–3, 4–6, 6–4    |
| Кубок Федерації 2004 Asia/Oceania Zone I  | 23 квітня 2004 | Нью-Делі, Індія | Індія             | Тверде   | Анкіта Бгамбрі       | W   | 6–4, 6–4         |
| Кубок Федерації 2004 Asia/Oceania Zone I  | 24 квітня 2004 | Нью-Делі, Індія | Китай             | Тверде   | Хао Цзє              | W   | 6–0, 6–3         |
| Кубок Федерації 2005 Asia/Oceania Zone II | 19 квітня 2005 | Нью-Делі, Індія | Філіппіни]        | Тверде   | Аня-Ванесса Петер    | W   | 4–6, 6–2, 7–5    |

### Парний розряд
| Розіграш                                 | Дата           | Місце           | Супротивник       | Покриття | Партнерка           | Суперниці                            | W/L | Рахунок         |
| ---------------------------------------- | -------------- | --------------- | ----------------- | -------- | ------------------- | ------------------------------------ | --- | --------------- |
| Кубок Федерації 2002 Asia/Oceania Zone I | 4 березня 2002 | Ґуанчжоу, КНР   | Гонконг           | Тверде   | Акгуль Аманмурадова | Lin Su-Chen Тонґ Ка-по               | W   | 6–2, 4–6, 6–3   |
| Кубок Федерації 2002 Asia/Oceania Zone I | 7 березня 2002 | Ґуанчжоу, КНР   | Китай             | Тверде   | Акгуль Аманмурадова | Лі Тін Чжен Цзє                      | L   | 2–6, 2–6        |
| Кубок Федерації 2002 Asia/Oceania Zone I | 8 березня 2002 | Ґуанчжоу, КНР   | Таїланд           | Тверде   | Акгуль Аманмурадова | Пічая Лаорічон Напапорн Тонгсалі     | L   | 2–6, 4–6        |
| Кубок Федерації 2003 Asia/Oceania Zone I | 21 квітня 2003 | Токіо, Японія   | Таїланд           | Тверде   | Ірода Туляганова    | Напапорн Тонгсалі Тамарін Танасугарн | L   | 2–6, 1–6        |
| Кубок Федерації 2003 Asia/Oceania Zone I | 23 квітня 2003 | Токіо, Японія   | Малайзія          | Тверде   | Акгуль Аманмурадова | Liaw Chen-Yee Норзафіра Тауфік       | W   | 6–0, 6–2        |
| Кубок Федерації 2003 Asia/Oceania Zone I | 24 квітня 2003 | Токіо, Японія   | Індонезія         | Тверде   | Акгуль Аманмурадова | Вінне Пракуся Анжелік Віджайя        | L   | 2–6, 1–6        |
| Кубок Федерації 2004 Asia/Oceania Zone I | 19 квітня 2004 | Нью-Делі, Індія | Індонезія         | Тверде   | Акгуль Аманмурадова | Вінне Пракуся Анжелік Віджайя        | L   | 3–6, 6–7(5–7)   |
| Кубок Федерації 2004 Asia/Oceania Zone I | 20 квітня 2004 | Нью-Делі, Індія | Китайський Тайбей | Тверде   | Еліна Арутюнова     | Чжуан Цзяжун Ван Їдін                | L   | 0–6, 2–6        |
| Кубок Федерації 2004 Asia/Oceania Zone I | 21 квітня 2004 | Нью-Делі, Індія | Південна Корея    | Тверде   | Акгуль Аманмурадова | Chang Kyung-mi Чо Юн Чон             | L   | 4–6, 4–6        |
| Кубок Федерації 2004 Asia/Oceania Zone I | 23 квітня 2004 | Нью-Делі, Індія | Індія             | Тверде   | Влада Єкшибарова    | Маніша Малхотра Саня Мірза           | L   | 6–7(19–21), 1–6 |
| Кубок Федерації 2004 Asia/Oceania Zone I | 24 квітня 2004 | Нью-Делі, Індія | Китай             | Тверде   | Акгуль Аманмурадова | Ян Шуцзін Юй Їн                      | L   | 5–7, 3–6        |